# فرماندهی انتظامی تهران بزرگ
فرماندهی انتظامی تهران بزرگ به اختصار فاتب یک قرارگاه ستادی و عملیاتی است که مسئولیت کنترل و فرماندهی کلیه واحدهای فرماندهی انتظامی در پایتخت ایران را عهده‌دار می‌باشد. این جایگاه در اصطلاح «فاتب» خوانده می‌شود. این فرماندهی انتظامی به دلیل وجود قرارگیری مراکز و اماکن مهم سیاسی در تهران و برقراری نظم و امنیت پایتخت ایران جایگاه متفاوتی نسبت به سایر ستاد فرماندهی انتظامی‌های استانی دارد.
فرمانده انتظامی تهران بزرگ یا رئیس پلیس پایتخت در حال حاضر عباسعلی محمدیان است.

## فهرست فرماندهان
| ر. | نگاره             | فرمانده                                        | آغاز تصدی       | پایان تصدی    | طول دوران              | منبع          |
| -- | ----------------- | ---------------------------------------------- | --------------- | ------------- | ---------------------- | ------------- |
| ۱  | عبدالله عقبائی    | سرتیپ دوم پاسدار عبدالله عقبائی                | ۱۴ فروردین ۱۳۷۰ | ۲ آبان ۱۳۷۲   | ۲ سال، ۶ ماه و ۲۱ روز  | [ ۴ ]         |
| –  | کریم ملاحی        | سرتیپ دوم پاسدار کریم ملاحی (زادهٔ ۱۳۳۶) سرپرست | ۲ آبان ۱۳۷۲     | ۱ آذر ۱۳۷۲    | ۲۹ روز                 | [ ۵ ]         |
| ۲  | یوسف‌رضا ابوالفتحی | سرتیپ دوم پاسدار یوسف‌رضا ابوالفتحی (۱۳۷۸–۱۳۳۴) | ۱ آذر ۱۳۷۲      | ۴ شهریور ۱۳۷۶ | ۳ سال، ۹ ماه و ۴ روز   | [ ۶ ]         |
| ۳  | آیت گودرزی        | سرتیپ پاسدار آیت گودرزی (۱۴۰۱–۱۳۳۴)            | ۴ شهریور ۱۳۷۶   | ۲۵ اسفند ۱۳۷۷ | ۱ سال، ۶ ماه و ۱۸ روز  | [ ۷ ]         |
| –  | فرهاد نظری        | سرتیپ دوم پاسدار فرهاد نظری (زادهٔ ۱۳۴۲) سرپرست | ۲۵ اسفند ۱۳۷۷   | ۳ شهریور ۱۳۷۸ | ۵ ماه و ۹ روز          | [ ۸ ]         |
| ۴  | محسن انصاری       | سرتیپ پاسدار محسن انصاری                       | ۳ شهریور ۱۳۷۸   | آذر/دی ۱۳۸۰   | ۲ سال و ۲ یا ۳ ماه     | [ ۹ ] [ الف ] |
| ۵  | مرتضی طلائی       | سرتیپ دوم پاسدار مرتضی طلائی (زادهٔ ۱۳۳۷)       | آذر/دی ۱۳۸۰     | ۲۷ مهر ۱۳۸۵   | ۴ سال و ۹ یا ۱۰ ماه    | [ الف ]       |
| ۶  | احمدرضا رادان     | سرتیپ دوم پاسدار احمدرضا رادان (زادهٔ ۱۳۴۲)     | ۲۷ مهر ۱۳۸۵     | ۲۰ مهر ۱۳۸۷   | ۱ سال، ۱۱ ماه و ۲۲ روز | [ ۱۳ ]        |
| ۷  | عزیزالله رجب‌زاده  | سرتیپ پاسدار عزیزالله رجب‌زاده (زادهٔ ۱۳۳۵)      | ۲۰ مهر ۱۳۸۷     | ۱ اسفند ۱۳۸۸  | ۱ سال، ۴ ماه و ۹ روز   | [ ۱۴ ]        |
| ۸  | حسین ساجدی‌نیا     | سرتیپ دوم پاسدار حسین ساجدی‌نیا (زادهٔ ۱۳۴۱)     | ۱ اسفند ۱۳۸۸    | ۱۶ مرداد ۱۳۹۶ | ۷ سال، ۵ ماه و ۱۸ روز  | [ ۱۵ ]        |
| ۹  | حسین رحیمی        | سرتیپ دوم پاسدار حسین رحیمی (زادهٔ ۱۳۴۲)        | ۱۶ مرداد ۱۳۹۶   | ۶ بهمن ۱۴۰۱   | ۵ سال، ۵ ماه و ۱۹ روز  | [ ۱۶ ]        |
| ۰۱ | عباسعلی محمدیان   | سرتیپ دوم پاسدار عباسعلی محمدیان               | ۶ بهمن ۱۴۰۱     | در حال تصدی   | ۲ سال، ۳ ماه و ۲۹ روز  | [ ۱۷ ]        |